# 송탄선
송탄선은 송탄역에서 분기하여 오산공군기지로 가는 화물열차 전용 군용 인입선이다. 송탄중앙시장을 관통하며, 정식 명칭은 없다.

## 상세
송탄→진위 방향으로 분기하며 그 방향 기준 왼쪽으로 선로가 분리된다. 현재는 운용하지 않으며, 운행하던 시절에는 평일에 주로 유류화물을 운용했다. 주말에는 운용하지 않았고 평일에만 드물게 운행했기 때문에 주민 이외에는 목격이 힘들었다. 1년에 1~2번씩 운행했다 하며 아직 폐선으로는 분류하지 않는다. 인근 육교에서 이 선로가 골목길을 따라서 뻗어 있는 것이 보이고, 오산기지를 민간에 개방하는 행사에 참가하면 볼 수 있다. 또한 진위역 방향으로 상행선 열차를 탈 경우에도 진행방향 왼쪽으로 방음벽 밖으로 선로가 나가는 모습이 보인다.
영업이 무기한 중지된 상태이며 사실상 폐선 상태로서, 주차장으로 쓰이거나 인근 주민들이 통행한다. 또한 철로 틈새에 흙, 모래가 쌓이거나 나무 구조물을 놓는 등 열차가 통행할 수 없는 상태이다.